# Calandrinia tholiformis
Calandrinia tholiformis är en källörtsväxtart som beskrevs av Obbens. Calandrinia tholiformis ingår i släktet sidenblommor, och familjen källörtsväxter. Inga underarter finns listade i Catalogue of Life.